# Ballana mira
Ballana mira är en insektsart som beskrevs av Delong 1964. Ballana mira ingår i släktet Ballana och familjen dvärgstritar. Inga underarter finns listade i Catalogue of Life.